# Sandracottus festivus
Sandracottus festivus (лат.) — вид жуков из семейства плавунцов.

## Описание
Тело жуков широкоовальное, блестящее, с коричневато-желтым и чёрным рисунком длиной 14,7-15,5 мм. Брюшная сторона полностью от тёмно-коричневой до чёрной. Голова коричневато-желтая, поверхность её почти гладкая, но покрыта пунктировкой из многочисленных точек разного размера, которые особенно многочисленны на лбу. На наличнике имеются два удлиненными пятна. Переднеспинка с чёрным срединным пятном, идущим от заднего до переднего края. Надкрылья с рисунком из рыжевато-коричневых и чёрным пятен, образующих три поперечных полосы. Отросток переднегруди короткий и широкий, в 1,5 раза длиннее своей ширины, уплощенный, тонко, но отчетливо скульптурированный. Задний край его широко закругленный.

## Биология
Обитает в заводях медленно текущих лесных ручьев, прудах, болотах и искусственных водоемах, часто богатых водной растительностью. Жуки способны к полету и привлекаются светом. Питаются личинками кровососущих комаров. В условиях эксперимента личинки плавунца съедали до 100 личинок комаров Culex quinquefasciatus в день, а жуки — до 50 личинок в час.

## Распространение
Встречается в Индии, Пакистане, Непале, Бутане и Шри-Ланке. Указания на находки этого вида в Китая были основаны на ошибочном определении.